# Voineasa, Vâlcea
Voineasa este satul de reședință al comunei cu același nume din județul Vâlcea, Oltenia, România.

## Așezare
Stațiunea se află pe valea râului Lotru, între Munții Căpățânii și Munții Lotrului, la o distanță de 36 km de orașul Brezoi.

## Istoric
Așezarea este atestată în anul 1520, într-un hrisov din timpul domniei lui Neagoe Basarab, domnitor al Țării Românești și a lui Ioan Zapolia, voievod al Transilvaniei, care hotărau granița între Țara Românească și Transilvania. După anul 1774, mai mulți păstori din zona Sibiului se stabilesc la Voineasa, iar în anul 1908, așezarea este declarată comună.
O dată cu construirea Hidrocentralei Lotru - Ciunget din anul 1960, se construiesc stațiunile Voineasa și Vidra.

## Clima
Voineasa are un climat de culoar montan, cu veri răcoroase și ierni geroase. Temperatura medie anuală este de cca. 6 - 7°C. Precipitațiile, mai abundente primăvara și la începutul verii ating o medie anuală de 800 – 900 mm. Vânturile dominante bat din direcția nord-vest.

## Factorii naturali terapeutici
Bioclimat montan, tonic stimulent, aer curat lipsit de praf și alergeni.

## Indicații terapeutice
Nevroză astenică, formă hiperreactivă, stări de convalescență, surmenaj, anemie, hipertiroidia în forme incipiente, funcționale, afecțiuni respiratorii.

## Instalații terapeutice
Băi de plante la cadă; instalații pentru aerosoli și inhalații; împachetări cu parafină; instalații pentru electroterapie; masaj medical; sală de gimnastică medicală.

## Structuri de primire turistică
Hoteluri de 4, 2 stele și o stea; vile de 3 și 2 stele, pensiuni de 3 și 2 stele, pensiuni rurale de 2 flori, bungalow-uri de 3 stele, popas turistic de 2 stele, cabană de 2 stele.

## Atracții turistice

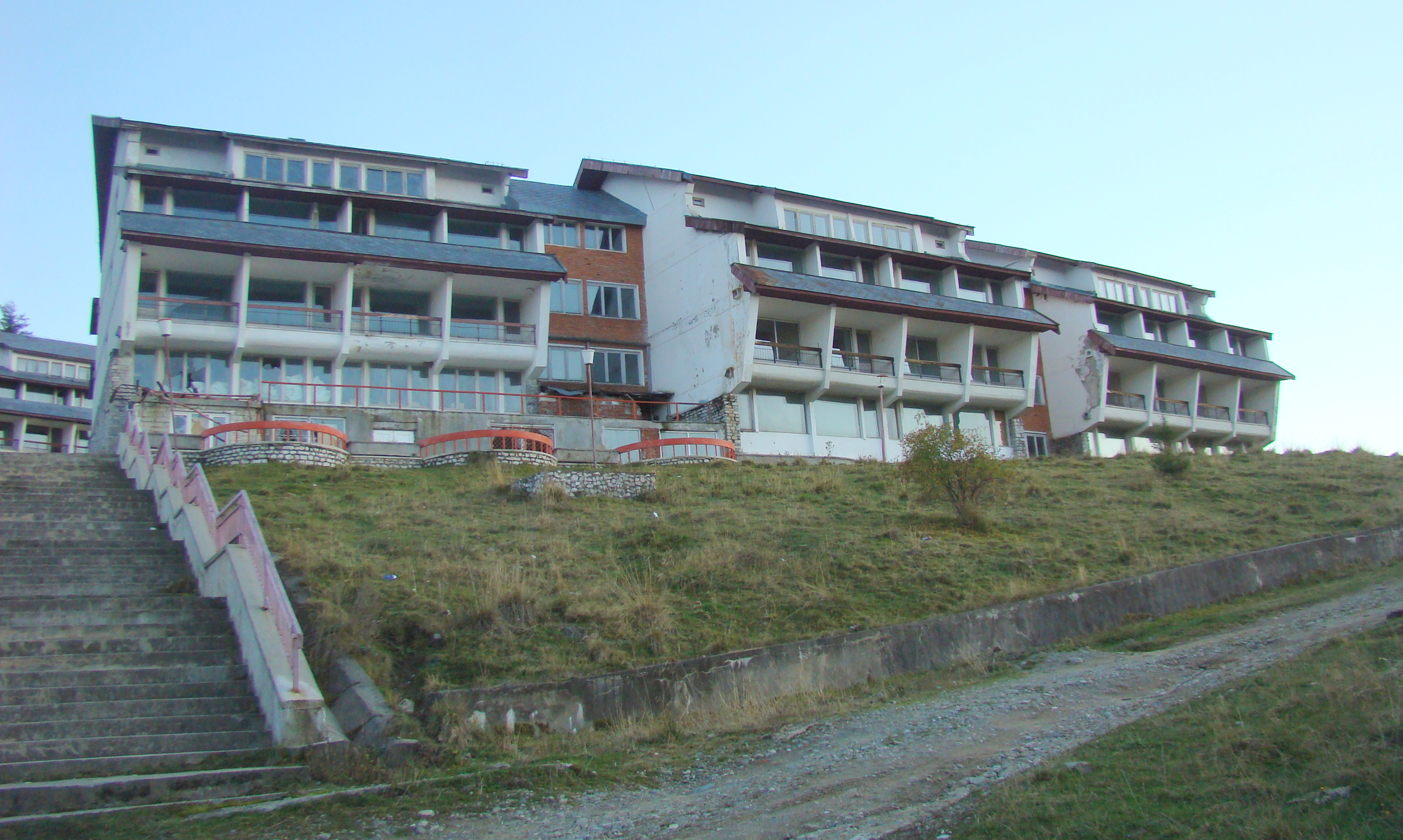
Stațiunea părăsită Vidra, unul dintre proiectele eșuate ale perioadei comuniste

Mânăstirea Cozia este unul dintre cele mai vechi monumente din România, ce conservă elemente originale din perioada construirii între 1387-1391, valoroasă din punct de vedere al picturii, sculpturii și arhitecturii.
Peștera Muierii din comuna Baia de Fier, formată din galerii dispuse pe patru niveluri cu o lungime însumată de 3600 de metri.
Trasee turistice către Cataractele Lotrului, pădurea rezervației naturale Latorița (cheile Latoriței situate în sud-vestul comunei Voineasa, pe o distanță de cca. 25 de km), hidrocentrala de la Ciunget și lacul de acumulare Vidra, pe râul Lotru (Vidra este lacul de acumulare situat la cea mai mare altitudine din țară). Lacurile Brădișor și Mălaia oferă
posibilitatea de a practica pescuitul sportiv (păstrăv). Cheile Jidoaiei și lacul omonim sunt situate la aproximativ 12 km N-E de Voineasa, pe valea superioară a râului Voineșița.
Peștera Laptelui este situată la cca. 20 km sud de Voineasa, pe valea Rudăresei (afluent al Latoriței) relicvele fosile descoperite aici sunt expuse la Muzeul de Istorie al județului Vâlcea.

## Personalități
Cristian Presură, fizician
 Acest articol despre o localitate din județul Vâlcea este deocamdată un ciot. Puteți ajuta Wikipedia prin completarea lui.